# Kusma Tschorny

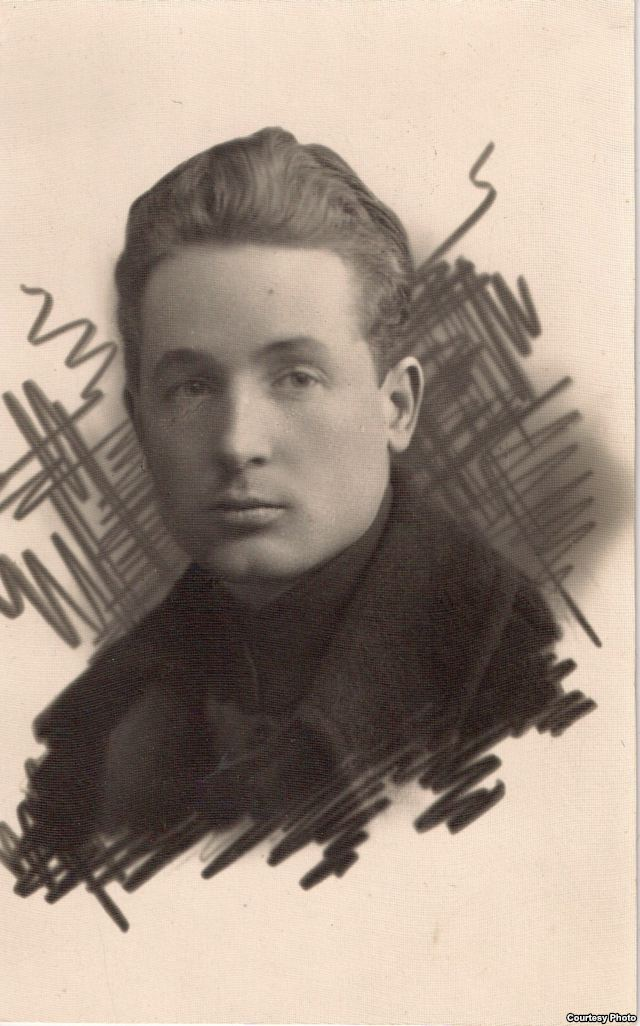
Kusma Tschorny (1925)

Kusma Tschorny (bürgerlich Nikolai Karlowitsch Romanowski; russisch Кузьма Чорный; belarussisch Мікалай Карлавіч Раманоўскі; russisch Николай Карлович Романо́вский; * 11. Junijul. / 24. Juni 1900greg. in Birky, Gouvernement Minsk; † 22. November 1944 in Minsk) war ein belarussischer Schriftsteller und literarischer Übersetzer. "Kusma Tschorny" (Kuźma Čorny) war sein Pseudonym.

## Lebenslauf
Nikolai Karlowitsch Romanowskij stammte aus einem bäuerlichen Elternhaus. Er beendete 1913 die "Timkovitschskoe"- Grundschule. 1915 ging er in das Несвижской учительской семинарии – "Nesvischskoj utschitelskoi seminari" in Njaswisch und beendete das Lehrerseminar im Jahr 1920. Ab 1921 begann er schriftstellerisch tätig zu werden. 1923 begann er das Studium an der Weißrussischen Universität in Minsk und wurde kurz darauf Mitglied der literarischen Organisation "Maladnjak". Gleichzeitig schrieb er für die Zeitung "Belaruskaja veska" – "Belarussische Geschehnisse" und präsentierte dort erste literarische Arbeiten. 1925 musste er sein Studium allerdings wegen einer Tuberkulose-Erkrankung abbrechen. 1926 trat er einer neuen literarischen Vereinigung bei – den "Usvyschscha"; kurz vorher veröffentlichte er bereits zwei Sammelbände seiner Werke und erhielt dadurch erste Aufmerksamkeit. Seit dem Jahr 1934 war er Mitglied beim Schriftstellerverband der UdSSR und 1943 trat er der Kommunistischen Partei der Sowjetunion (KPdSU) bei. Ab 1941 arbeitete er für Zeitung "Раздавим фашистскую гадину" [Zertreten wir das faschistische Ungeheuer], bis er 1944 nach Minsk zurückkehrte und dort auch verstarb. Die Beisetzung fand auf dem Militärfriedhof Minsk statt.
Die Sowjetunion verlieh ihm den Orden des Roten Sterns und die Medaille „Partisan des Vaterländischen Krieges“. Nach ihm wurde die ул. Кузьмы Чорново (Kusma-Tschorny-Straße) in Minsk benannt.

## Künstlerisches Schaffen und biografische Einflüsse
Über seine Kindheit berichtet N.K. Romanovskij sehr ärmlich, die Menschen, die ihn umgaben und ihn groß zogen, waren sehr genügsam und an das kleine Glück, etwas Essbares zu haben, gewöhnt. Er empfand sein ganzes Leben eine enge Beziehung zu seinem ländlichen Ursprung und nahm starke Einflüsse von seinen Eltern auf; das Leiden der arbeitstüchtigen Bevölkerung kehrt als Motivik immer wieder in seine Werke.
In der Revolution, die über Weißrussland kam, sah er anfangs eine Möglichkeit die Verhältnisse auf dem Land zu verbessern. So sind seine Helden zumeist belarussische Bauern, die von der Ungerechtigkeit und Knechtschaft zur Freiheit kommen, eine Veränderung durch Güte und Gerechtigkeit zieht über das Land.
Stück für Stück entsteht dadurch ein Abbild der nationalen Lage und jenem Schicksal. An die Stelle der idealistischen Helden rücken dabei immer mehr Gestalten mit Tiefe, vor denen sich die Tore der endlosen Möglichkeiten verschließen und damit die wahrhaftigen revolutionären Züge zeigen. Als stilistische Mittel verwendet er dynamische, harmonische und emotionale Worte, kombiniert zu expressiven Zeilen, die in seinen Erzählungen – auf psychoanalytischer Ebene – Gedanken und Gefühle wiedergeben sollen.
Später konkretisiert er diese Thematik, indem seine belarussischen Helden mit nationalem Charakter nicht mehr erfunden sind, sondern wahrhaftige historische Persönlichkeiten beschreiben. Diesen Abschnitt bezeichnet man als Problematik des "schivoj tschelovek" – "lebendigen Menschen".
N.K. Romanovskij/Tschorny präsentiert dadurch eine Verbindung zwischen altem und neuem Vorstellungsgeist der Menschen, er bezieht konkrete Realitätsnähe, um die historische Vergangenheit der Nation darzustellen.
In seiner Schaffenszeit zwischen 1925 und 1927 beinhalten seine Werke oft elementare Fragen des Seins, "Was ist das Leben und was ist der Mensch?"
Textbeispiel: «Падарозе», «Пачуцці», «Хвоігавораць» (1926)
Oft fühlt man die Liebe zum Vaterland und zur einfachen Lebensführung in seinem Schaffen, das Bauernleben wird in allen Facetten gezeichnet. Die Entfremdung der Menschen scheint das große Problem der Vergangenheit bis hin zur Gegenwart zu sein.
Textbeispiel: «Зямля» (1928)
Die antihumane Welt wird einer der Hauptgesichtspunkte des Schriftstellers, er betrachtet diese philosophisch-soziologisch und schafft eine lebendige Wiedergabe des belarussischen Volkes über eine weitläufige und prägende Zeitspanne.
Das Ziel des Künstlers lag darin, die Tendenzen des Volkes von der Knechtschaft zur Sklavenlosigkeit zu beschreiben und darin den Wunsch des Kollektivprinzips zu verdeutlichen.
Die gesellschaftliche Entwicklung unter dem Sozialismus war zu jener Zeit grundsätzlich ein wichtiges Thema der sowjetischen Dichter.
Textbeispiel: «Трэцяе пакаленне» (1935)
Historisch realistische Bezüge und der menschliche Wandel in Zeiten des Umbruches, sein widersprüchlicher Charakter und die Schaffung eines „neuen Menschen“ werden immer wieder beschreiben.
Textbeispiel: «Лявон Бушмар» (1929)
Die Abgründe des Individuums, die Gegensätze der Welt und die Ursprünge und Gründe all dessen werden psychologisch und historisch von ihm thematisiert.
Textbeispiel: «Сястра» (1927–28)
Geschichtliche und maßgebliche Etappen für das weißrussische Volk und den Menschen als Subjekt und Objekt der Geschichte schaffen seine Helden.
Der Erdenbürger müsste sich seiner selbst und seinem Umfeld öffnen, eine Entwicklung hin zum gemeinschaftsorientierten Dasein kann die Problematik der Armut und Ungerechtigkeit aufwinden.
Die Werke thematisierten somit politische Themen, als auch den Krieg und die menschliche Psychologie, dies zeigte seine Begabung als Künstler und Humanist. Viele Veröffentlichungen wurden daher auch in unterschiedlichste Sprachen der damaligen Sowjetunion übersetzt und verbreitet gelesen, bis heute findet sich sein Name an den unterschiedlichsten Plätzen – von Straßen in Weißrussland bis hin zu Schulen.
Er übersetzte in die belarussische Sprache Werke u. a. von Alexander Sergejewitsch Puschkin, Maxim Gorki, Wladimir Galaktionowitsch Korolenko, Nikolai Wassiljewitsch Gogol.

## Werke
- На граніцы. (An der Grenze). 1923.
- Апавяданні. Срэбра жыцця. 1925.
- Па дарозе. (Auf dem Weg)., Пачуцці, Хвоі гавораць. (Kiefern sprechen). 1926.
- Сястра. (Schwester). 1927–1928.
- Зямля. (Land). 1928.
- Вераснёвыя ночы. (Septembernächte). 1929.
- Лявон Бушмар. (Ljawon Buschmar). 1929.
- Вецер і пыл. (Wind mit Staub). 1927–1929.
- Ідзі, ідзі. 1930.
- Бацькаўшчына. (Heimat). 1931.
- Брыгадзіравы апавяданні. 1932.
- Трыццаць год. (unvollendet) 1934.
- Трэцяе пакаленне. (Dritte Generation) 1935.
- Люба Лук'янская. 1936.
- Простыя людзі. 1936.
- Вялікае выгнанне. 1936.
- Судны дзень. 1936.
- Базылевічава сямя. 1938.
- Насцечка. 1940.
- Маленькая жанчына. 1940.
- Прасторны дом. 1940
- Вялікае сэрца. 1940.
- Ірынка. (Die Irinka) 1941.
- Як дзядзька Тамаш напалохаў ваўкоў. 1941.
- Кат у белай манішцы. 1942.
- Герой Савецкага Саюза Ціхан Піменавіч Бумажкоў. 1943.
- Вялікае сэрца. 1945.
- Пошукі будучыні. 1943, апубл. 1950.
- Вялікі дзень. 1941–44, няскончаны, апубл. 1947.
- Млечны Шлях. (Die Milchstraße). 1944, апубл. 1954.
- Скіп'ёўскі лес. 1944, апубл. 1946.
- Сумліцкая хроніка. 1941–44, апубл. 1975.